# Amarula
L’Amarula est une liqueur à base de sucre, de crème et de fruits du marula (Sclerocarya birrea), un arbre répandu en Afrique australe et dans la bande sahélo-saharienne.  

## Élaboration
Le fruit est écrasé et la chair est séparée des graines et de la peau pour ensuite être fermentée. Après une double distillation et une maturation de deux ans en petits fûts de chêne, le produit est mélangé à de la crème fraîche.

## Histoire
Cette boisson a été lancée en septembre 1989 par une société sud-africaine, la Southern Liqueur Company, mais ce fruit est consommé y compris sous forme de boisson depuis des siècles,. La communication autour de cette boisson, contrôlée par le groupe sud-africain Distell, utilise l'éléphant de savane d'Afrique et son goût présumé pour le fruit du marula.

## Caractéristiques
Elle a un goût très sucré, proche du caramel, et un degré d'alcool de 17°. 

## Consommation
En 2016, 30 % de la production annuelle (environ 12 millions de bouteilles) était consommée en Afrique du Sud.

## Cocktails
- Springbokkie (en), avec de la crème de menthe
- Allan Q, en référence à Allan Quatermain, avec du Jägermeister